# Kapila
Kapila (Devanagari: कपिल) is de vroeg-Indische wijze (rsi) die traditioneel beschouwd wordt als de oorspronkelijke filosoof van het samkhya-systeem. Er zijn echter geen geschriften uit de beginperiode overgeleverd en geen enkele aanwijzing dat hij werkelijk heeft bestaan.
Baudhayana noemt de asura Kapila als de stichter van het asrama-systeem, maar er is geen enkele aanwijzing dat dit dezelfde Kapila betreft.

## Mythisch figuur
Garbe stelde dat hij de werkelijke stichter is geweest, ondanks dat veel verwijzingen naar hem legendarisch zijn. Garbe stelde ook dat het samkhya geen brahmanistische filosofie was, maar een kshatriya-filosofie. Hij situeerde het ontstaan van samkhya en daarmee het leven van Kapila tussen de pre-boeddhistische Upanishads en de opkomst van het boeddhisme. Kapilavastu, volgens Garbe de geboorteplaats van Gautama Boeddha, zou een aanwijzing zijn voor het gebied waar Kapila woonde. Larson wijst op de problematische kanten van deze stellingen en ziet aanwijzingen dat elementen van samkhya terug te vinden zijn in oudere brahmanistische teksten en dat er geen enkele aanwijzing is dat er een historische Kapila heeft bestaan. Larson stelt dan ook dat er geen twijfel is dat Kapila een mythisch figuur is.

## Beschrijvingen
In de Purana's wordt hij beschreven als een incarnatie van Vishnoe, beroemd om het onderwijs van een proces van bevrijding bekend als een analytische yoga. Hij is genoemd door Krishna in de Bhagavad Gita als de grootste van alle geperfectioneerde wezens: 
...onder de volmaakten ben Ik Kapila. (Bhagavad Gita 10.26) 
De vijfde Avatara was genaamd Kapila, de leider van de heiligen, die aan Ásuri de uitleg van Sánkhya openbaarde, betreffende de vijf principes, die beschadigd was geraakt door de tijd (I, 12) 
Zijn ouders worden in het Srimad Bhagavatam (Bhagavata Purana) genoemd als prajapati Kardama Muni en Devahuti, de dochter van Sayambhuva Menu. Na zijn vaders huis verlaten te hebben, geeft Kapila onderricht aan zijn moeder in de filosofie van yoga en aanbidding van heer Vishnoe, om haar te onderwijzen hoe zowel bevrijding (moksa) als zuivere liefde tot God bereikt kunnen worden.
In de Mahabharata wordt Kapila de 'beste onder de wijzen' genoemd en Vasudeva (Vishnoe).
In de Ramayana zegt Brahma dat Vasudeva (Vishnoe) de vorm van Kapila zal aannemen om de aarde te beschermen tegen het geweld van de zonen van Sagara, die zoeken naar de verdwenen hengst, die bedoeld is voor hun vaders aswamedha (paardenoffer). Vasudeva is de Heer, hij is Mádhava, van wie de hele wereld de gekoesterde bruid is.

## Sankhya
De sankhya-filosofie wordt beschreven in de volgende standaardwerken:
- Sankya-Pravacana-Soetra
- Tattva-Samasa
- Samkhya karika van Isvarakrsna  (ca. 200 n. Chr.)